# بهزاد جوانبخش
بهزاد جوانبخش (زاده ۱۳۲۶) بازیگر ایرانی است. قابلیت وی در سینما توسط ساموئل خاچیکیان کشف شد. اولین کار سینمایی او فیلم آشوبگر (۱۳۵۱) بود. وی ورزشکار در رشته بوکس و سوارکاری و در زمینه نویسندگی و تهیه‌کنندگی نیز فعالیت داشته‌است. در قبول بازی‌های پیشنهادی و استحکام فیلمنامه حساسیت ویژه داشته از همین رو آخرین نقش آفرینی وی در فیلم سربازهای جمعه ساخته مسعود کیمیایی بوده‌است.

## فیلم‌شناسی

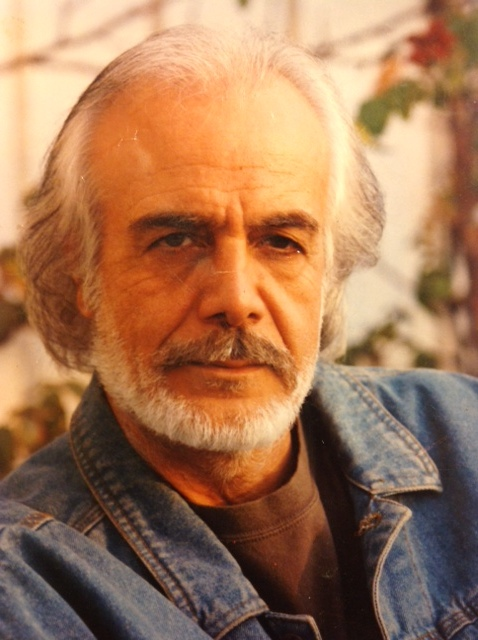

- آشوبگر (۱۳۵۱)[۲][۳]
- بوسه بر لبهای خونین (۱۳۵۲)
- مرگ در باران (۱۳۵۳)
- اضطراب (۱۳۵۴)
- مشت (۱۳۶۳)
- تاراج (۱۳۶۳)
- گالان (۱۳۶۹)
- گریز (۱۳۷۱)
- مرضیه (۱۳۷۳)
- فاتح (۱۳۷۴)
- اعاده امنیت (۱۳۷۴)
- نابخشوده (۱۳۷۵)
- پنجه در خاک (۱۳۷۶)
- سربازهای جمعه (۱۳۸۲)